# Rina Satō
Rina Satō (佐藤 利奈?, Satō Rina; Kitakyūshū, 2 maggio 1981) è una doppiatrice giapponese.
Attualmente lavora per la Tokyo Actor's Consumer's Cooperative Society.

## Ruoli doppiati

### Film
- Blob - Il fluido che uccide (Versione DVD) (Kevin Penny)
- Segui il tuo cuore (Sam St. Cloud)
- Una scatenata dozzina (Mark Baker)
- Il ritorno della scatenata dozzina (Mark Baker)
- How to Eat Fried Worms (Billy Forrester)
- Il mio ragazzo è un bastardo (Kate)
- The Karate Kid - La leggenda continua (Dre Parker)
- The Mist (Billy Drayton)
- Piranha 3D (Zane Forester)
- Il mistero della pietra magica (Loogie Short)
- Skinwalkers - La notte della luna rossa (Timothy Talbot)
- The Twilight Saga: Eclipse (Seth Clearwater)

### Serie televisive
- Kyle XY (Amanda Bloom)

### Serie animate
- Divergence Eve (Prim Snowlight)
- Maria-sama ga miteru (Tsutako Takeshima)
- Maria-sama ga miteru ~Haru~ (Tsutako Takeshima)
- Gokujō seitokai (Yukimi Itami)
- Hell Girl (Yuka Kasuga)
- D.C.: Da capo (Munepi)
- To Heart 2 (Yuki Kusakabe)
- Twin Princess - Principesse gemelle (Mia/Sophie)
- Negima (Negi Springfield)
- Mushishi (Io)
- Kashimashi: Girl Meets Girl (Natsuko Kameyama)
- Coyote Ragtime Show (February)
- Saru Get You -On Air- (Charu)
- School Rumble (Kōsuke Ichijō, Ghost)
- Dai Mahō Tōge (Punie Tanaka)
- ZEGAPAIN (Mizusawa, Ostrova)
- Tactical Roar (Flood)
- Keitai Shojo (ONA) (Ayano Yamada)
- Mobile Suit Gundam SEED C.E. 73: Stargazer (Mudie Holcroft)
- Tona-Gura! (Yji da bambino, Arisa Shidō)
- Negima!? (Negi Springfield)
- Bakumatsu kikansetsu irohanihoheto (Yuyama Kakunojo)
- Binchō-tan (Ren-tan)
- Twin Princess - Principesse gemelle (Kyukyu/Sophie)
- Hayate no gotoku! (Shiori Makimura, Koutarou Azumamiya, Eight, Nadja Orumuzuto)
- Kishin Taisen Gigantic Formula (Mana Kamishiro)
- Kyōshirō to towa no sora (Kozue)
- Shinkyoku Sōkai Polyphonica (Prinesca Yugiri)
- Minami-ke (Haruka Minami)
- Bamboo Blade (Satori Azuma)
- Night Wizard - The ANIMATION (Kureha Akabane)
- Sfondamento dei cieli Gurren Lagann (Kiyoh)
- Kyōran Kazoku Nikki (Gekka Midarezaki)
- Minami-ke - Okawari (Haruka Minami)
- Nogizaka Haruka no himitsu (Shiina Amamiya)
- A Certain Magical Index (Mikoto Misaka)
- Macademi Wasshoi! (Futaba Kirishima)
- Time of Eve (Nagi)
- Mugen no jūnin (Rin Asano)
- Minami-ke - Okaeri (Haruka Minami)
- Asu no Yoichi! (Ibuki Ikaruga)
- Kurokami - The Animation (Risa Yamada)
- Zoku Natsume Yūjin Chō (Taki Tooru)
- Umineko no naku koro ni (Ange Ushiromiya)
- Mayoi Neko Overrun! (Satou)
- Amagami SS (Kaoru Tanamachi)
- Seikon no Qwaser (Yumie Hiragi)
- MM! (Tatsukichi Hayama)
- Oniichan no Koto Nanka Zenzen Suki Janain Dakara ne!! (Rin Yatagai)
- Blue Exorcist (Kirigakure Shura)
- Lotte no Omocha! (Naoya Tōhara)
- One Piece (Baby 5)
- Hetalia: The Beautiful World (moglie del protagonista)
- Star Blazers 2199 (Makoto Harada)
- Brothers Conflict (Ema Hinata/Ema Asahina)
- Pretty Guardian Sailor Moon Crystal (Rei Hino/Sailor Mars)
- Le bizzarre avventure di JoJo: Diamond is Unbreakable (Hayato Kawajiri)
- Saint Seiya - Saintia Sho (Mayura del Pavone)
- How Heavy Are the Dumbbells You Lift? (Nana Uehara)
- Ranking of Kings (Hiling)
- a certain scientific railgun (Misaka Mikoto)
- The Reincarnation of the Strongest Exorcist in Another World (Rize)
- Call of the Night (Kiku Hoshimi)
- You and Idol Pretty Cure (Darkine)

### Videogiochi
- Tales of Berseria, Tales of the Rays, Another Eden: The Cat Beyond Time and Space, Tales of Crestoria (Velvet Crowe)
- Persona 5, Persona 5: Dancing in Starlight, Super Smash Bros. Ultimate, Persona Q2: New Cinema Labyrinth, Catherine: Full Body, War of the Visions: Final Fantasy Brave Exvius, Persona 5 Royal, Persona 5 Strikers, Nier Re[in]carnation, Fullmetal Alchemist Mobile, Persona 5 Tactica (Makoto Niijima)
- True Tears (Katsura Yukishiro)
- Michigan: Report from Hell (Paula Orton, Patty Debiase)
- Mana Khemia: Alchemists of Al-Revis (Melhis Roythiers)
- Otomedius (Aoba Anoa, Titi XIV, Twinbee)
- Princess Maker 5 (Figlia)
- 12Riven: The climinal of integral (Maina, Narumi)
- Aoi Shiro (Nami)
- Mana-Khemia 2: Ochita Gakuen to Renkinjutsushi-tachi (Liliane Vehlendorf)
- Rune Factory: Frontier (Iris Noire)
- Cross Edge (Mikoto Aiba, Liliane Vehlendorf)
- Amagami (Kaoru Tanamachi)
- Sunday VS Magazine: Shuuketsu! Choujou Daikessen! (Negi Springfield)
- Dengeki Gakuen RPG: Cross of Venus (Mikoto Misaka)
- Daemon Bride Raphael/Gabriel/Yui Emelia Misukihara
- Hyperdimension Neptunia (Green Heart/Vert)
- Atelier Rorona: The Alchemist of Arland (Esty)
- Koumajou Densetsu II: Stranger's Requiem (Reimu Hakurei)
- A Certain Magical Index (Mikoto Misaka)
- Mind Zero (Sana Chikage)
- Tears to Tiara II: Heir of the Overlord (Elissa)
- BlazBlue: Central Fiction (Ragna the Bloodedge (bambino), Sistema Takamagahara C)
- Akiba's Beat (Mari Tojo)
- Million Arthur: Arcana Blood (Clone Techno-Smith Arthur)
- Catherine: Full Body (Voce DLC per Catherine)
- Genshin Impact (Eula)
- Blue Archive (Mikoto Misaka)
- Triangle Strategy (Geela Breisse)
- Monster Hunter Rise (Hinoa)
- Xenoblade Chronicles 3 (A)
- JoJo's Bizarre Adventure: All Star Battle R (Hayato Kawajiri)
- Goddess of Victory: Nikke (Guilty)
- Dragon Quest III HD-2D Remake (Madre del protagonista)
- Final Fantasy Tactics: The Ivalice Chronicles (Agrias Oaks)

## Discografia

### Singoli
- 2005-12-22: Masshiro na Kimochi (まっ白な気持ち?)
- 2006-07-28: Himawari Days (ひまわりデイズ☆?)

### Album
- 2005-03-25: Sorairo no Ribbon (空色のリボン?)
- 2006-04-21: Sugar Sky
- 2007-04-13: twin moon